# Eleanor Anne Ormerod
Eleanor Anne Ormerod (Sedbury, 11 de maig de 1828 – 19 de juliol de 1901, Saint Albans) fou una entomòloga britànica.
Era filla de la il·lustradora botànica Sarah Mayer Latham i de l'historiador George Ormerod (1785-1873) i germana del geòleg George Wareing Ormerod (1810-1891). Eleanor es consagrà a l'estudi dels insectes. S'interessà principalment per l'estudi dels mètodes per prevenir els danys causats pels insectes perjudicials. Va ser consultora de la Societat reial d'agricultura (que li va concedir la medalla Flora) i de la universitat de Édimbourg. Fou la primera dona a rebre un títol de metge honorífic per la universitat de Édimbourg, en 1900. Va rebre igualment la medalla de plata de la Societat nacional d'aclimatació de França en 1899.

## Llista parcial de les publicacions
- Report of observacions of attack of turnip fly in 1881 (1882) ;
- Manual of injurious insects with methods of prevention and remedy for their attacks to food crops, forest trees and fruita: to which is appended ha short introducció to entomology (1890) ;
- París-green (or Emerald-green): its uses, and methods for its aplicació, as ha means of destrucció of orchard moth caterpillars (1891) ;
- Handbook of insects injurious to orchards and bush fruites with means of prevention and remedy (1898) ;
- Flies injurious to stock: being life-histories and means of prevention of ha few kinds commonly injurious, with special observacions es ox warble or bot fly (1900)